# Port lotniczy Recife
Port lotniczy Recife (IATA: REC, ICAO: SBRF) – międzynarodowy port lotniczy położony 14 km na południowy zachód od Recife, w stanie Pernambuco, w Brazylii. Obsługuje połączenia krajowe i międzynarodowe. W 2011 obsłużył 6,3 mln pasażerów.